# Cezar
Cet article possède des paronymes, voir César, Cesar et Caesar.
Cezar Florin Ouatu ou juste Cezar, né en 1980, est un chanteur d'opéra, contreténor, roumain.

## Biographie

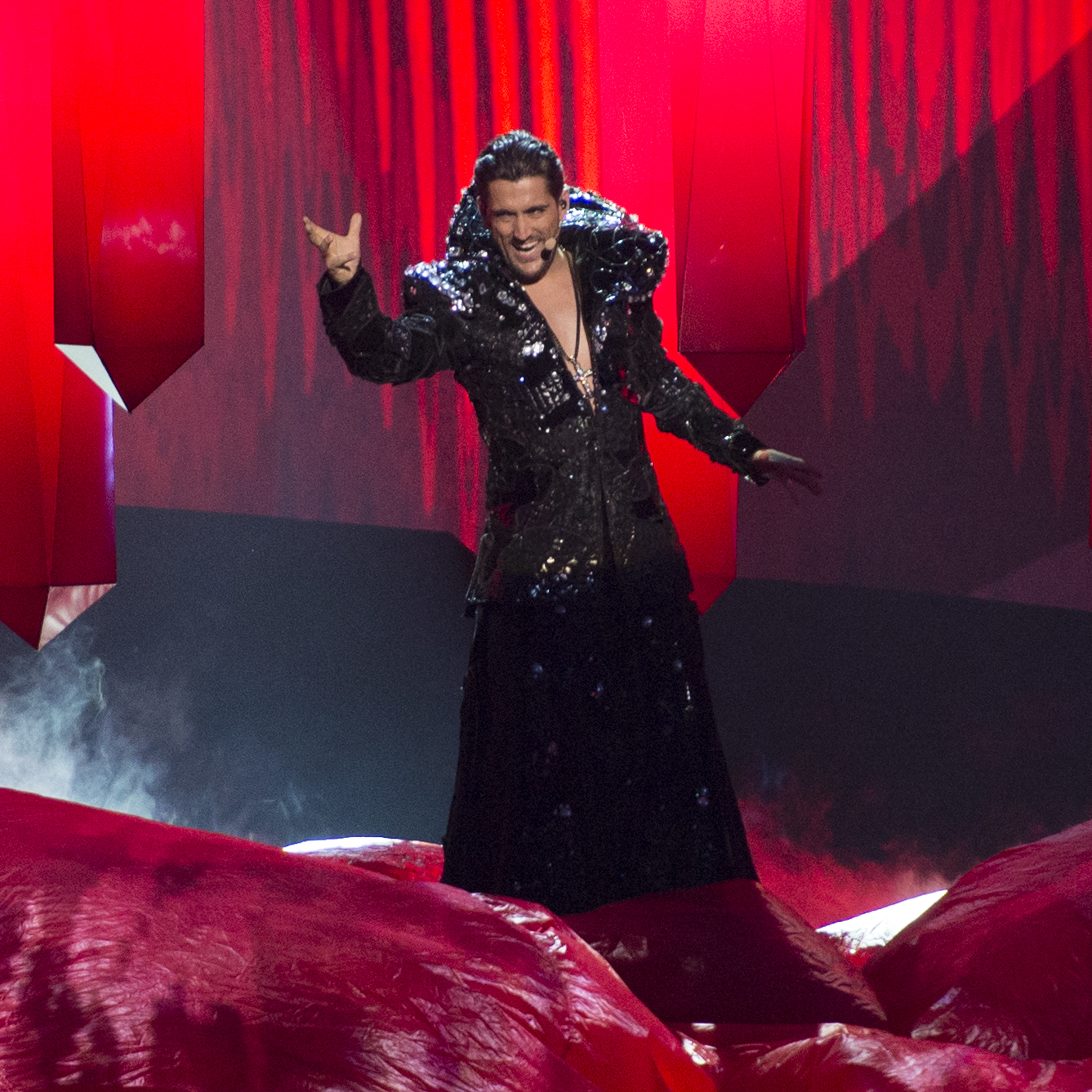
Cezar pendant sa performance au Concours Eurovision de la chanson 2013

Le 9 mars 2013, il est choisi à l'issue d'une finale nationale pour représenter la Roumanie au Concours Eurovision de la chanson 2013 à Malmö, en Suède avec la chanson It's My Life (C'est ma vie),.
Diplômé en chant du conservatoire Verdi en Italie. Il est né dans une famille de musiciens en Roumanie, il est d'ailleurs diplômé en piano. Il chante surtout du pop lyric, du jazz et du baroque. Il a chanté avec Andrea Bocelli, Angela Gheorghiu, Andreas Scholl...[réf. souhaitée]